# Моја љубави
Моја љубави је песма која је требало да представља Србију и Црну Гору 2006. године на Песми Евровизије.
Ова песма црногорског бенда Но Нејм је заузела друго место у црногорском полуфиналу „Монтевизија 2006”.  Након тога црногорска група је победила на Европесми 2006. године, у огромној мери захваљујући подршци чланова жирија из Црне Горе. Срби нису хтели да прихвате ту победу и планирали су да организују ново национално финале чији би исход у потпуности одређивало телегласање. Када су Црногорци то одбили, Србија и Црна Гора су се повукле са такмичења за Песму Евровизије 2006. након свађе између српског и црногорског жирија током националног финала Европесма и оптужби за тактичко гласање од стране црногорског жирија.  
Од такмичења 2007. године, Србија и Црна Гора су се такмичиле појединачно након црногорског референдума о независности. 